# 내가 여기 있잖아
내가 여기 있잖아(Main Hoon Na)는 인도에서 제작된 파라 칸 감독의 2004년 액션, 코미디, 멜로/로맨스 영화이다. 샤룩 칸 등이 주연으로 출연하였고 샤룩 칸 등이 제작에 참여하였다.

## 출연

### 주연
- 샤룩 칸

### 조연
- 수시미타 센
- 슈닐 쉐티
- 암리타 라오
- 카버 베디
- 네시러딘 샤
- 사티시 샤

## 제작진
- 미술: 사부 시릴
- 의상: 카란 조하르
- Ass-PD: 라탄 자인